# جيف سميث (لاعب كريكت)
جيف سميث (30 نوفمبر 1925 - 8 نوفمبر 2016) (بالإنجليزية: Geoff Smith)‏ هو لاعب كريكت بريطاني.

## وصلات خارجية
- جيف سميث على موقع إي آس بي آن كريك إنفو (الإنجليزية)